# 大宅廃寺跡

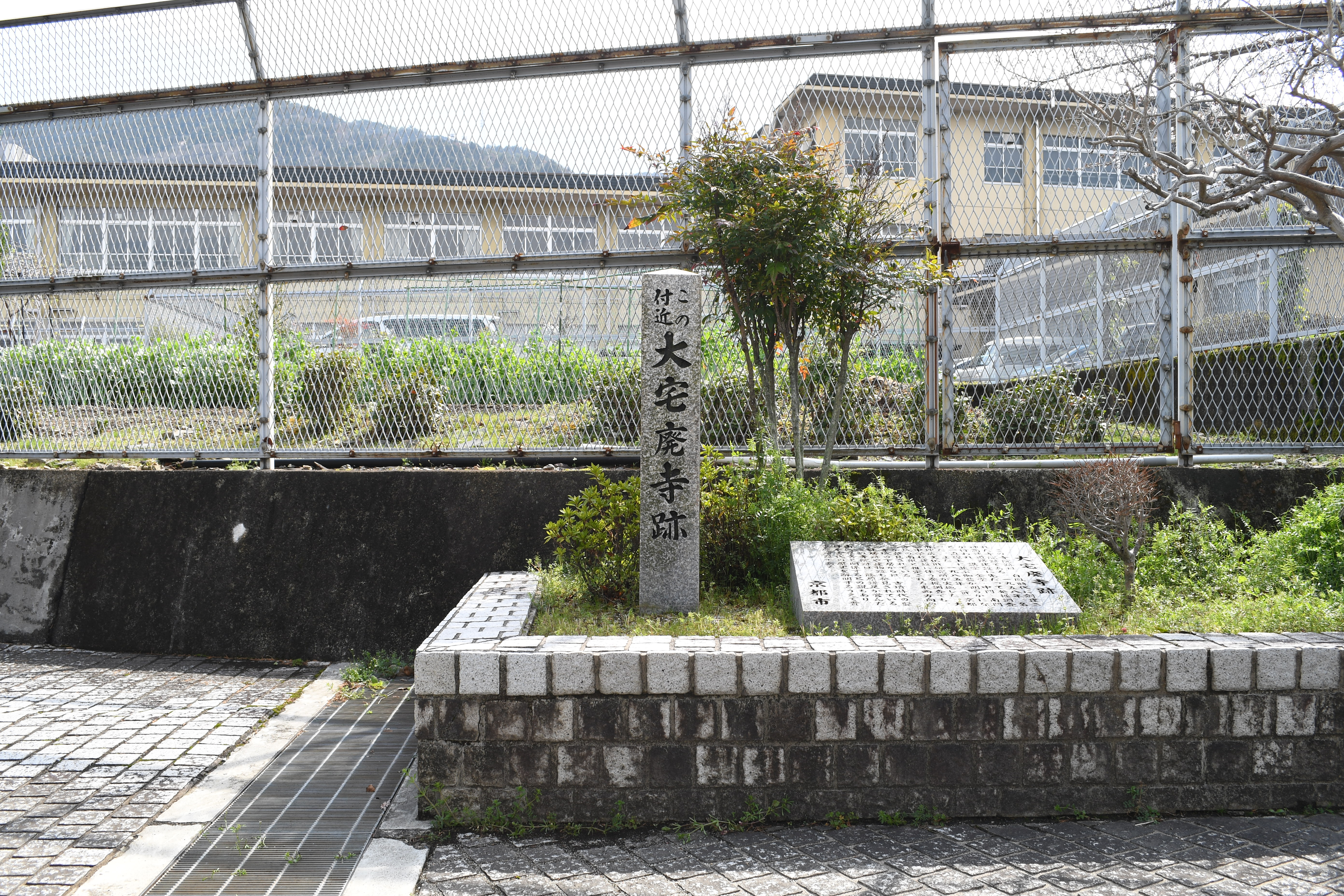
大宅廃寺跡碑（大宅中学校内）

大宅廃寺跡（おおやけはいじあと）は、京都府京都市山科区大宅鳥井脇町にある古代寺院跡。史跡指定はされていない。

## 概要

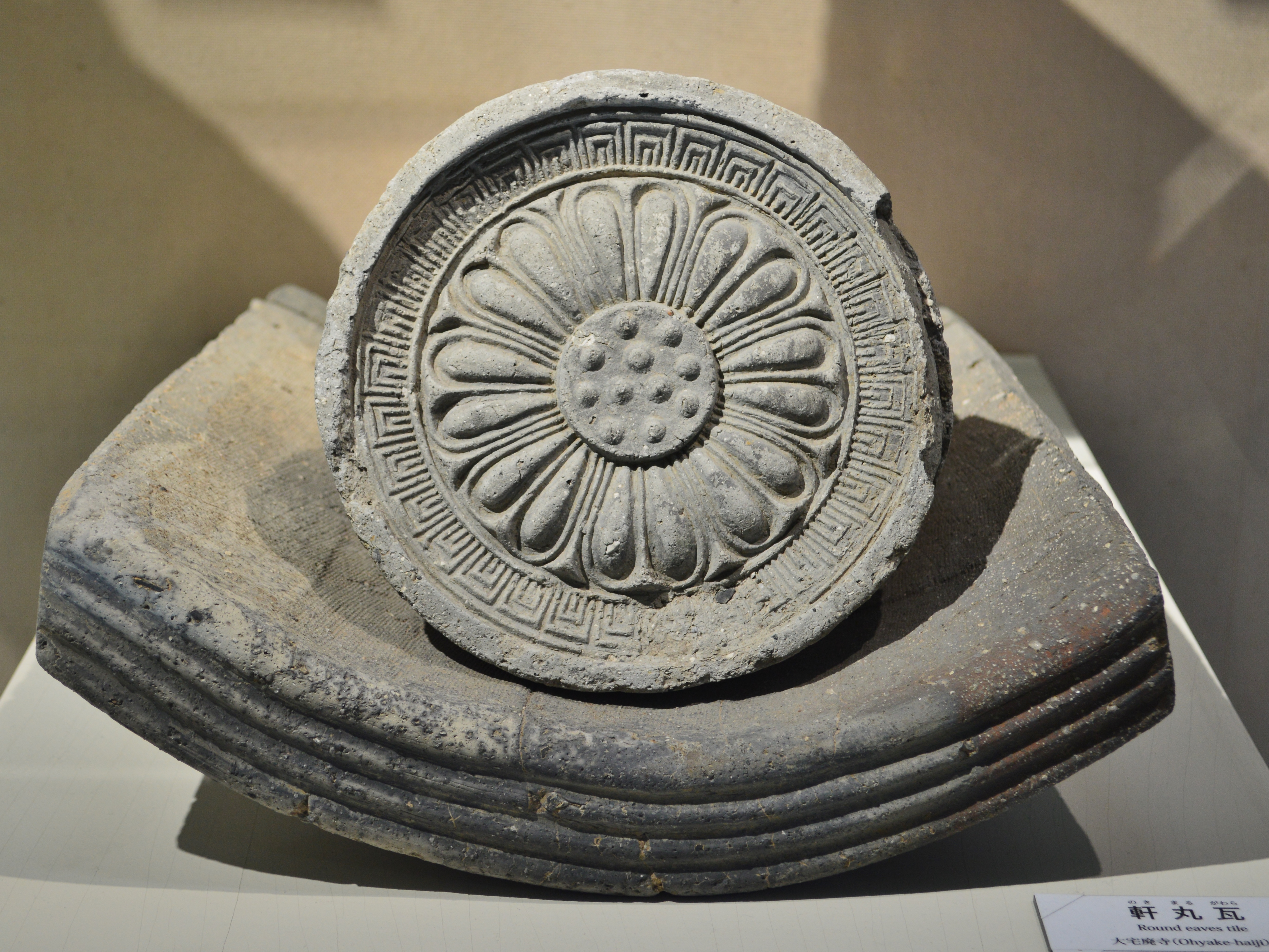
出土軒瓦京都市考古資料館展示。

京都市東部、山科盆地南東の山際に位置する。1958年（昭和33年）に名神高速道路建設に伴う発掘調査が、1985年（昭和60年）に大宅中学校建設に伴う発掘調査が実施されている。
伽藍は南から北に南門・中門・金堂（講堂か）・講堂（食堂か）の4棟が一直線に並ぶ伽藍配置である。塔・回廊は検出されていない。また東の山麓では瓦窯跡が依存する確認されている。創建は白鳳期と推定され、平安時代前期に数回の補修を受けたのちに全焼し、平安時代後期に小規模な堂が建立されたと推定される。中臣鎌足建立の山階精舎（山階寺、のち興福寺）に比定する説や、古代豪族の大宅氏の氏寺に比定する説などが挙げられる古代寺院跡になる。

## 関連施設
- 京都市考古資料館（京都市上京区元伊佐町） - 大宅廃寺跡の出土品等を展示。

## 関連文献
（記事執筆に使用していない関連文献）
- 『大宅廃寺発掘調査概報』京都府教育委員会、1958年。
- 「大宅廃寺の発掘調査概報」『名神高速道路路線地域内埋蔵文化財調査報告』京都府教育委員会、1959年。
- 『牧野車塚古墳・禁野車塚古墳・宮道古墳・大宅廃寺瓦窯跡（京都橘大学文化財調査報告2008）』京都橘大学文学部、2009年。 - リンクは奈良文化財研究所「全国遺跡報告総覧」。
- 『牧野車塚古墳・禁野車塚古墳・向山古墳・大宅廃寺瓦窯跡・山科本願寺跡（京都橘大学文化財調査報告2009）』京都橘大学文学部、2010年。 - リンクは奈良文化財研究所「全国遺跡報告総覧」。

座標: 北緯34度58分2.00秒 東経135度49分16.05秒 / 北緯34.9672222度 東経135.8211250度